# Neumarkt an der Ybbs
Neumarkt an der Ybbs é um município da Áustria localizado no distrito de Melk, no estado de Baixa Áustria.

## Câmara Municipial
- ÖVP 11
- SPÖ 8